# Aleksandr Il'ič Ziloti
Aleksandr Il'ič Ziloti, noto anche come Alexander Siloti (in russo Алекса́ндр Ильи́ч Зило́ти?; Charkiv, 9 ottobre 1863 – New York, 8 dicembre 1945), è stato un pianista e direttore d'orchestra russo.

## Biografia

### Gli studi
Pianista, direttore d'orchestra e compositore in Russia, Europa e Stati Uniti, Ziloti ha studiato pianoforte al Conservatorio di Mosca con Nikolaj Zverev (dal 1871 al 1875) e con Nikolaj Rubinštejn (dal 1875 all'anno del diploma), contrappunto con Sergej Ivanovič Taneev, armonia con Pëtr Il'ič Čajkovskij, e teoria musicale con Nikolaj Hubert. Si è diplomato con onore in pianoforte nel 1881 e ha proseguito la sua carriera collaborando con Franz Liszt a Weimar (1883-1886) e a Lipsia. Nel 1887 ritorna in patria ed insegna al Conservatorio di Mosca. Tra i suoi allievi del periodo sono da ricordare Aleksandr Gol'denvejzer e Leonid Maksimov. In questi anni ebbe come alunno nella classe di pianoforte il cugino Sergej Rachmaninov e contribuì in seguito anche alla sua carriera. Il lavoro editoriale del periodo lo vide impegnato alla revisione del primo e secondo concerto per pianoforte di Čajkovskij.

### Il concertismo
Dal 1892 al 1900 svolge continua attività concertistica in Europa e suona a New York, Boston, Cincinnati e Chicago (1898), facendo conoscere il repertorio di Sergej Rachmaninov. Come direttore di orchestra ha diretto la prima del Concerto per pianoforte n. 2 di Rachmaninov nel 1901. Dal 1901-1903, Ziloti è direttore della Filarmonica di Mosca e dal 1903-1917 è organizzatore, finanziatore e direttore dei Concerti Ziloti di San Pietroburgo e lavora a fianco del famoso musicologo Aleksandr Ossovskij sia per l'affermazione dei musicisti (Leopold Auer, Pablo Casals, Fëdor Šaljapin, George Enescu, Josef Hofmann, Wanda Landowska, Willem Mengelberg, Felix Mottl, Arthur Nikisch, Arnold Schönberg e Felix Weingartner), sia per la diffusione dell'opera di Debussy, Elgar, Glazunov, Prokof'ev, Rachmaninov, Rimskij-Korsakov, Skrjabin, Sibelius, Stravinskij sia per la diffusione e sponsorizzazione dei Balletti russi di Sergej Djagilev, del Teatro Mariinskij, nella Russia sovietica, in Europa e a New York.
Dal 1925 al 1942 Ziloti insegna alla Juilliard Graduate School. Indelebili sono le sue performance statunitensi e leggendaria quella del novembre del 1930 in cui esegue tutti in concerti di Liszt con il direttore d'orchestra Arturo Toscanini. Tra gli allievi privati di Ziloti sono da ricordare Marc Blitzstein, Gladys Ewart e Eugene Istomin.
Ziloti ha scritto più di 200 arrangiamenti, trascrizioni ed edizioni orchestrali delle musiche di Bach, Beethoven, Liszt, Čajkovskij e Vivaldi. 
Per tutta la sua attività lavorativa Aleksandr Ziloti è da considerare il più grande esponente della scuola pianistica russa. Carl Fischer ha pubblicato un'accurata antologia delle trascrizioni per pianoforte di Ziloti e Rowman-Littlefield hanno pubblicato una sua bio-bibliografia musicale.

## Impatto culturale
Lontano da interessi di carattere politico e prendendo le distanze dalla situazione sociopolitica della Russia sovietica, Ziloti si dedica unicamente alla formazione concertistica e didattica. La didattica pianistica di Liszt-Ziloti è una visione trascendentale dei problemi tecnici, compresi non solo come meramente fisiologici, ma come elementi che caratterizzano la performance stessa. Questo significa che la tecnica è inglobata e ricompresa a partire dalla corporeità del pianista. Da ciò scaturiscono le basi della tecnica del peso e del rilassamento ovvero la  "tecnica pianistica naturale" di Rudolf Breithaupt e del medico e fisiologo Friedrich Adolf Steinhausen. L'impatto della tecnica di Liszt-Ziloti ha un forte impatto culturale e sarà la base della didattica pianistica russo-europea. Da un punto di vista pedagogico, Ziloti si deve ritenere anche il fondatore della scuola pianistica della Julliard School di New York che mantiene, tuttora, l'assetto didattico della scuola russo-europea (ovvero del Conservatorio di Mosca) nella formazione concertistica e del corpo docente. Per questo l'impatto culturale zilotiano nel mondo musicale nord americano è un aspetto di ricerca che impone analitiche particolari di carattere socio-musicologico. Lo stesso concetto di performance pianistica della Juilliard School non è altro che il richiamo esplicito alla prassi concertistica di Liszt-Ziloti che nei recital imposero uno stilema figurativo, socio-culturale, dell'idealtypus del pianista.